# Eupithecia pfeifferi
Eupithecia pfeifferi är en fjärilsart som beskrevs av Eugen Wehrli 1929. Eupithecia pfeifferi ingår i släktet Eupithecia och familjen mätare. Inga underarter finns listade i Catalogue of Life.